# Стадион Вертерзе
Хипо арена је вишенаменски стадион који се налази у Клагенфурту, Аустрија. То је домаћи терен аустријског лигаша Аустрије Клагенфурт. Стадион се налази у склопу кампуса Спортпарк Клагенфурт и неколико других спортских објеката. Његово данашње име се односи на оближње језеро Вертхерсее.

## Историја стадиона
Први Вортхерсеестадион изграђен је 1960. године као домаћи терен старију екипу СК Аустриа Клагенфурт (касније угашеног ФК Карнтен), атлетског стадиона са капацитетом од 10.900. посетилаца. Године 1962. тим је први пут промовисан у Аустријску фудбалску Бундеслигу (тада се звала А-Лига) и до коначног испадања 1989. редовно је привлачио на хиљаде гледалаца. Други покушај ФК Карнтен да уђе у Бундеслигу, уз подршку гувернера Корушке Јорга Хајдера, био је успешан 2001. Тим је поново испао 2004. године, али с обзиром на предстојеће Европско првенство 2008, корушка влада је одлучила да реконструише стадион. Стадион је срушен 2005. године и замењена је већом Хипо-Ареном, названом по спонзорској Хипо Алпе-Адриа-Банк Интернешнал. Уместо терена који је био у изградњи привремено су кориштени терени Спортцентрум Фишла где су се привремено одржавале фудбалске утакмице.
Хипо арена је била један од осам стадиона који су били домаћини Европског првенства у фудбалу 2008, за које је изграђена да прими 32.000. Размишљало се да ли стадион треба да се смањи на капацитет од 22.000 места након догађаја. Званично отварање одржано је 7. септембра 2007. када је одиграна пријатељска утакмица између Аустрије и Јапана пред 26.500 гледалаца. Да би обезбедио економичан проценат продатих места, Хајдер је смислио пресељење аустријског прволигаша АСКО Пашинга у Клагенфурт, где је од сезоне 2007–08 играо под именом СК Аустриа Карнтен до свог банкрота 2010. године. Дана 16. септембра 2009. корушка влада и аустријски министар спорта Норберт Дарабос договорили су се да у основи одрже капацитет стадиона. Након опремања, стадион може да прими 18.000 посетилаца који гледају Аустријску фудбалску лигу и 30.000 који посећују међународне утакмице и друге велике догађаје. Доњи ниво Јужне трибине опремљен је шинским седиштима за безбедно стајање. Због турбуленција око спонзора Хипо Гроуп Алпе Адриа, стадион је 2010. године преименован у Вертезестадион. Од августа 2015. до јануара 2016. године горње трибине су затворене судском одлуком, чиме је капацитет смањен на 12.000. Стадион Вертерзе је 21. јула 2018. био домаћин утакмице Међународног купа шампиона 2018. између ФК Бајерн Минхен и ФК Пари Сен Жермен. ФК Бајерн Минхен победио је са 3 : 1.

## Утакмице ЕП 2008.
Стадион је био једно од места за одигравања утакмица на европском првенству одржаном 2008. године. Све три утакмице су биле из групне фазе
Током Европског првенства 2008. на стадиону су одигране следеће утакмице:
| Датум         | Екипа бр. 1 | рез.  | Екипа бр. 2 | Фаза    | Гледалаца |
| ------------- | ----------- | ----- | ----------- | ------- | --------- |
| 8. јун 2008.  | Немачка     | 2 : 0 | Пољска      | Група Б | 30.461    |
| 12. јун 2008. | Хрватска    | 2 : 1 | Немачка     | Група Б | 30.400    |
| 16. јун 2008. | Хрватска    | 1 : 0 | Пољска      | Група Б | 30.400    |